# Barbara-Linie

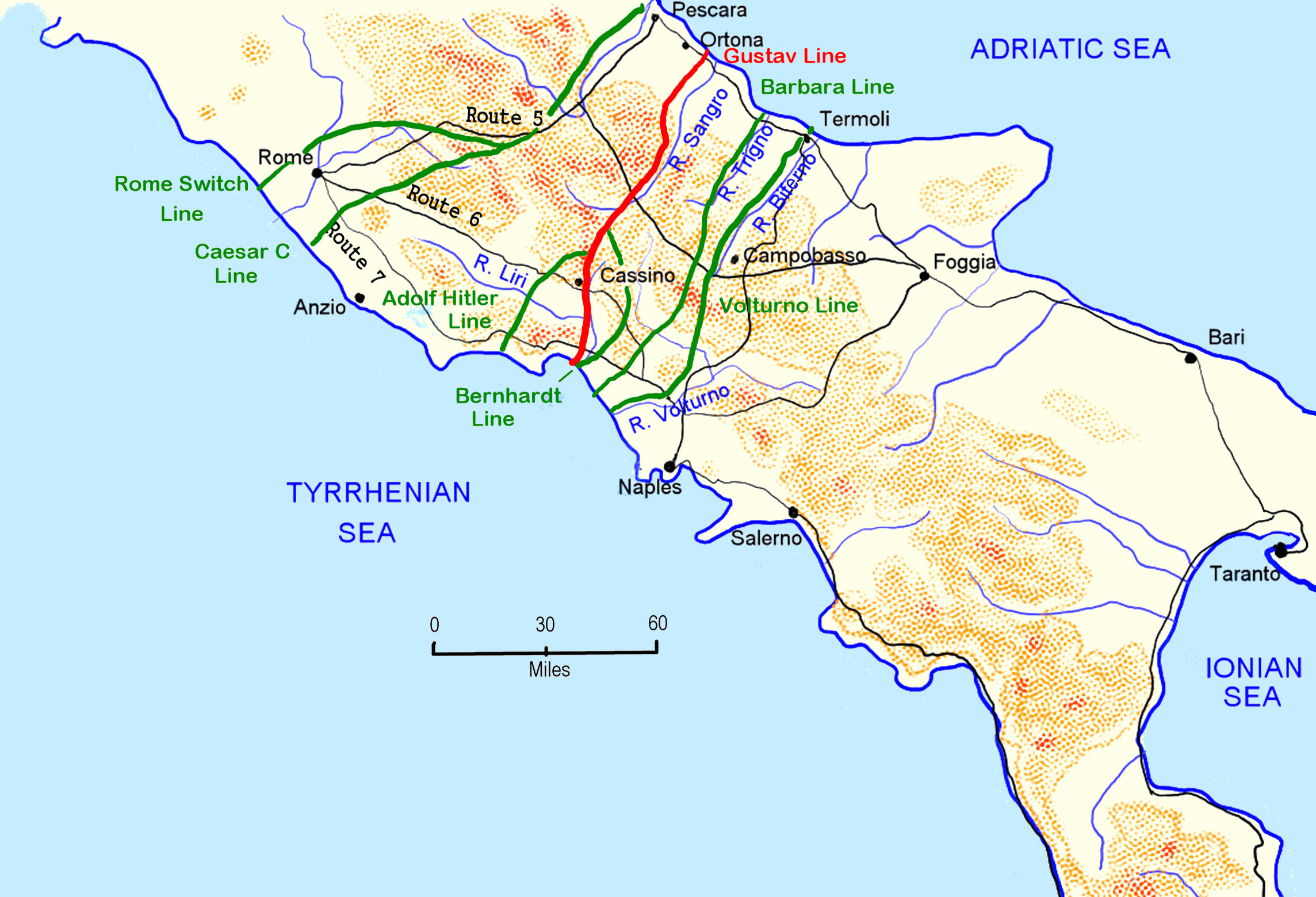
Deutsche Verteidigungslinien in Mittelitalien

Barbara-Linie war der Codename für eine der leicht ausgebauten, deutschen Verteidigungslinien im Zweiten Weltkrieg in Mittelitalien. Sie lag etwa 10–20 km südlich der Gustav-Linie von Colli a Volturno bis zur Adriaküste in San Salvo und in einer ähnlichen Entfernung nördlich zur Volturno-Linie. In der Nähe der östlichen Küste führte die Verteidigungslinie den Fluss Trigno entlang. Die Linie bestand vor allem aus befestigten Hügelpositionen.

## Westlicher Durchbruch der 5. US-Armee

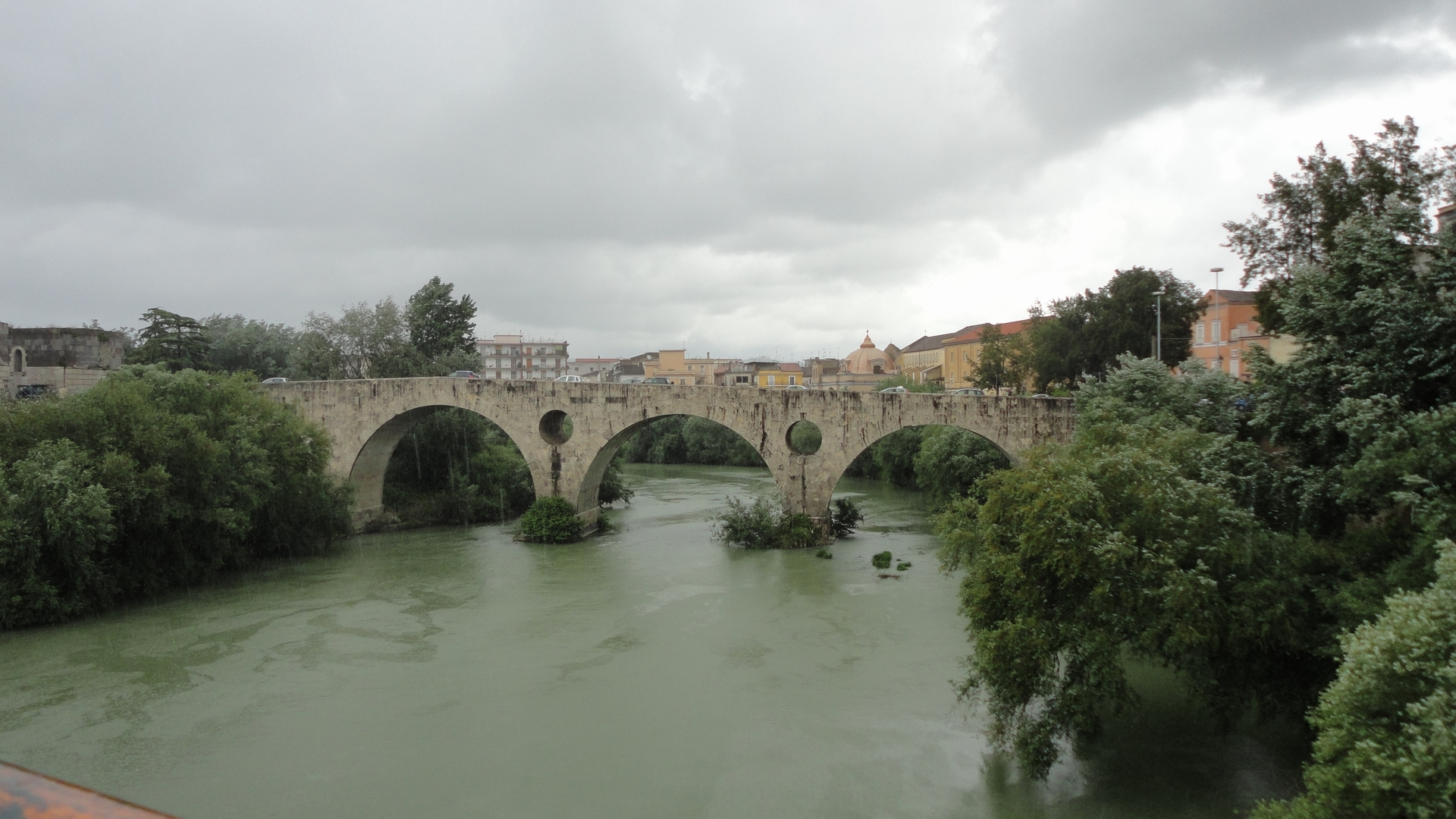
Die Brücke über den Fluss Volturno

Generalfeldmarschall Albert Kesselring, deutscher Oberbefehlshaber in Italien, verlegte am 12. Oktober 1943 seine Truppen zurück auf die Barbara-Linie, nachdem die amerikanische 5. US-Armee den Fluss Volturno durchquert und die Volturno-Verteidigungslinie durchbrochen hatte. Anfang November wurde auch die Barbara-Linie an der tyrrhenischen Meerseite des Apenningebirges von der 5. US-Armee durchbrochen und die deutschen Streitkräfte zogen sich auf die Bernhardt-Linie bzw. bis zur Gustav-Linie zurück.

## Östlicher Durchbruch durch die 8. britische Armee

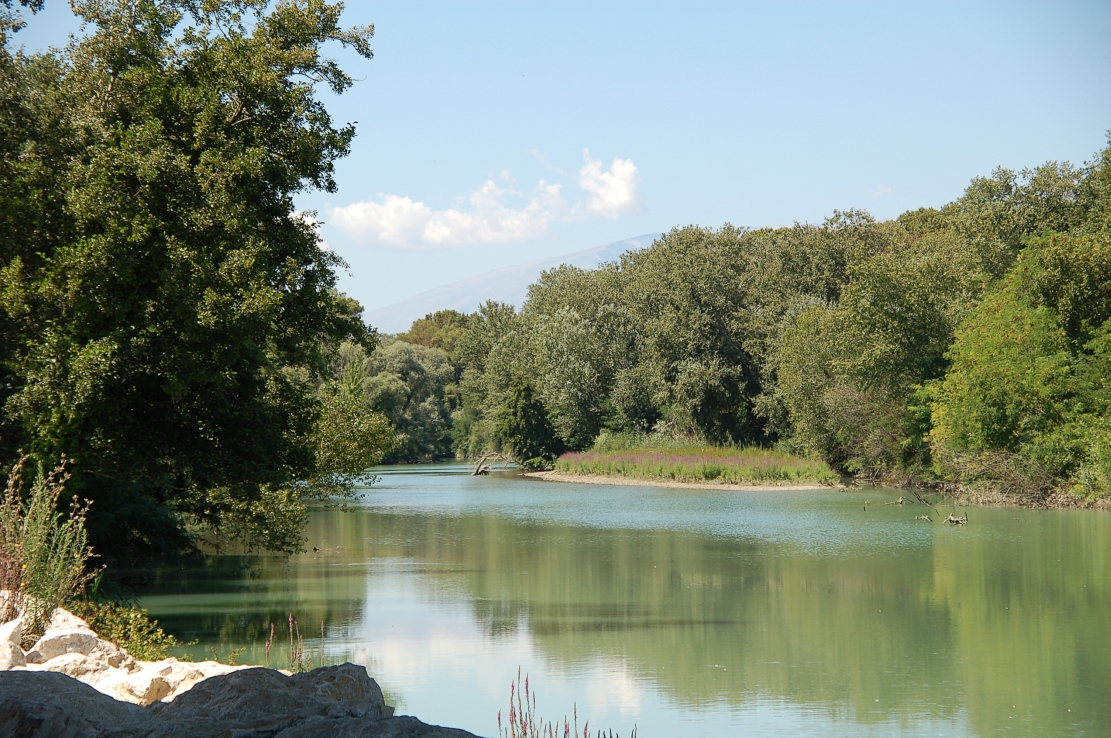
Der Fluss Sangro

Die alliierten Armeen in Italien unter den Befehlshaber General Sir Harold Alexander kämpften sich nordwärts gegen die entschlossenen, von Albert Kesselring geführten, deutschen Gegner vor, die eine Reihe von Verteidigungslinien vorbereitet hatten. An der adriatischen Front östlich des Apennin-Bergzuges war die britische 8. Armee unter General Bernard Montgomery führend. Im Oktober hatte die 8. Armee den Fluss Bifurno überquert und am 6. Oktober die Viktor-/Volturno-Linie durchbrochen. Allerdings mussten sie vor dem Fluss Trigno pausieren, um ihre Versorgung entlang der schlechten Straßen nach Bari und Taranto 190 km bzw. 270 km entfernt neu zu organisieren. Verzögert durch diese logistischen Probleme konnten die Alliierten nicht sofort die nächste Abwehrlinie, die Barbara-Linie hinter dem Trigno angreifen. Erst gut einen Monat später, in den frühen Morgenstunden des 2. November, griffen das V. Korps an der Küste auf der rechten Seite und das XIII. Korps auf ihrer linken Seite die deutschen Stellungen am Fluss Trigno an. Neben dem V. Korps griff auch die britische 78. Infanteriedivision entlang der Küstenstraße an, während die 8. indische Infanteriedivision 16 km landeinwärts angriff. Die Kämpfe waren heftig, aber am 3. November erreichte die britische 78. Division die Stadt San Salvo, etwa 5 km jenseits des Flusses, an dessen Stelle der Generalmajor Rudolf Sieckenius, Kommandant der 16. Panzerdivision, sich hinter den Fluss Sangro zurückzog. Dort wurde die Gustav-Linie mit Blick auf den Fluss von den Hügelspitzen auf der anderen Seite ausgebaut. Ohne großen Widerstand erreichte der alliierte Vormarsch den Sangro am 9. November.